# Ирадж
Ирадж (перс. ایرج‎, тадж. Эраҷ < пехл. Ērič < авест. airiia-ča, буквально «арий») — герой иранской мифологии и эпоса, младший сын царя Феридуна и эпоним иранцев.

## Образ в ранних источниках
Имена трёх сыновей Траэтаоны в самых ранних частях «Авесты» не упоминаются, хотя во «Фравардин-яште» говорится о пяти странах, фраваши праведных мужей и жен которых нужно почитать: это арии (Airya), туры (Tūra), саирима (Sairima), саини (Saini) и дахи (Daha) (именно в таком порядке). Иредж в позднейших текстах выступает как эпоним ариев (см. также Тур и Сельм). По разъяснению «Бундахишна», сены — население Чинистана, а дахи — Синда.
Утраченный «Чихрдад-наск» «Авесты» включал рассказ о разделе земли между Салмом, Туджем и Айриком (Эраджем) и их браках с дочерьми Пат-сробо, царя арабов и потомка Туза.
«Суждения духа разума» констатируют: «…чистой верой чётко выяснено, что основа подлости румийцев и туранцев [по отношению] к иранцам была в той мести, которая проявилась в убийстве ими Эраджа, и она сопровождает [их] до дня воскрешения». Убийцы Эраджа в этом сочинении названы Салм и Туз.
По «Бундахишну», Эредж правил 12 лет. У него было два сына: близнецы Ванитар и Анастоб, и дочь Гуза. Салм и Тудж убили его и перебили его детей и внуков, но Манушчихр отомстил за него.

## Образ в «Шахнаме»

### Женитьба сыновей Феридуна и наречение имен
Иредж был младшим из трёх сыновей Феридуна, его матерью была Эрневаз. Феридун, когда сыновья выросли (но ещё не имели имен), приказал мудрецу Дженделю найти трёх красавиц в жены сыновьям. Джендель отправился в Йемен и обратился с речью к царю Серву. Серв не хотел отдавать своих трёх дочерей и обратился за советом к старейшинам, получив его. Ответ Серва Джендель передал Феридуну.
Феридун перед отправлением в путь дал сыновьям советы, благодаря которым они избежали препятствий при поездке в Йемен. Сперва они смогли распознать, какая из трёх дочерей старшая, а какая младшая. Ночью коварный Серв предложил юношам лечь спать в саду и попытался наколдовать холод, но силой Изеда юноши спаслись. Тогда Серв был вынужден отдать дочерей замуж за царевичей и проводить их в обратную дорогу.
Когда юноши возвращались домой, их встретил отец в облике дракона и напал на них (что было последним испытанием). Младший сын выхватил меч, готовясь сражаться (что предзнаменовало то оружие, которое будет типично для его потомков). Феридун, когда сыновья вернулись, нарёк младшему имя Иредж, а его жене — имя Сехи. Разделив мир между сыновьями, он дал младшему Иран.

### Ссора между братьями
Старшие братья завидовали Иреджу и направили послание Феридуну, требуя лишить Иреджа власти. Феридун осудил их и решил направить Иреджа с войском, чтобы тот наказал братьев. Однако Иредж отказался и заявил, что стремится лишь к миру. Феридун предостерег его от коварства братьев.
Тем не менее Иредж приехал в стан братьев. Тур обратился к нему с речью, заявляя, что он как младший не должен получить центральной части царства отца. Иредж сказал, что готов отказаться от власти. Однако Тур посчитал, что это не решит проблемы, ударил Иреджа скамьёй, и хотя тот просил пощады, пронзил его мечом и отрубил голову.
Голову вестник отправил Феридуну, Иреджа оплакали, и Феридун призвал создателя отомстить(см. Менучехр).

## Другие параллели
Д. С. Раевский предполагает, что некоторые памятники скифского искусства также могут изображать сюжет убийства старшими братьями младшего.